# Campeonato Asiático de Handebol Masculino de 1995
O Campeonato Asiático de Handebol Masculino de 1995 (1995 البطولة الآسيوية لكرة اليد للرجال (em árabe)) foi a décima primeira edição do principal campeonato de andebol (português europeu) ou handebol (português brasileiro) masculino do continente asiático. O Kuwait foi o país sede e os jogos ocorreram na Cidade do Kuwait.
O Kuwait foi campeã pela primeira vez, com a Coreia do Sul segundo e o Bahrein terceiro.